# 丰城市
丰城市为中国江西省下辖县级市，南昌大都市圈副中心城市，省直管县级市、丰城位于江西省中部，市域南北长70.5千米，东西宽74千米，东界抚州临川区、进贤县、南临崇仁县、乐安县、新干县，西接樟树市、高安市，北连新建县、南昌县，市人民政府駐河洲街道孺子路6号。
丰城市为较具实力的县市之一，其综合竞争力2015年8月22日，在第十五届全国“县域经济与县域基本竞争力百强县”上排名全国第78位，财政收入长年居江西省各县（市）的第二位，2015年GDP总量392亿元。

## 历史

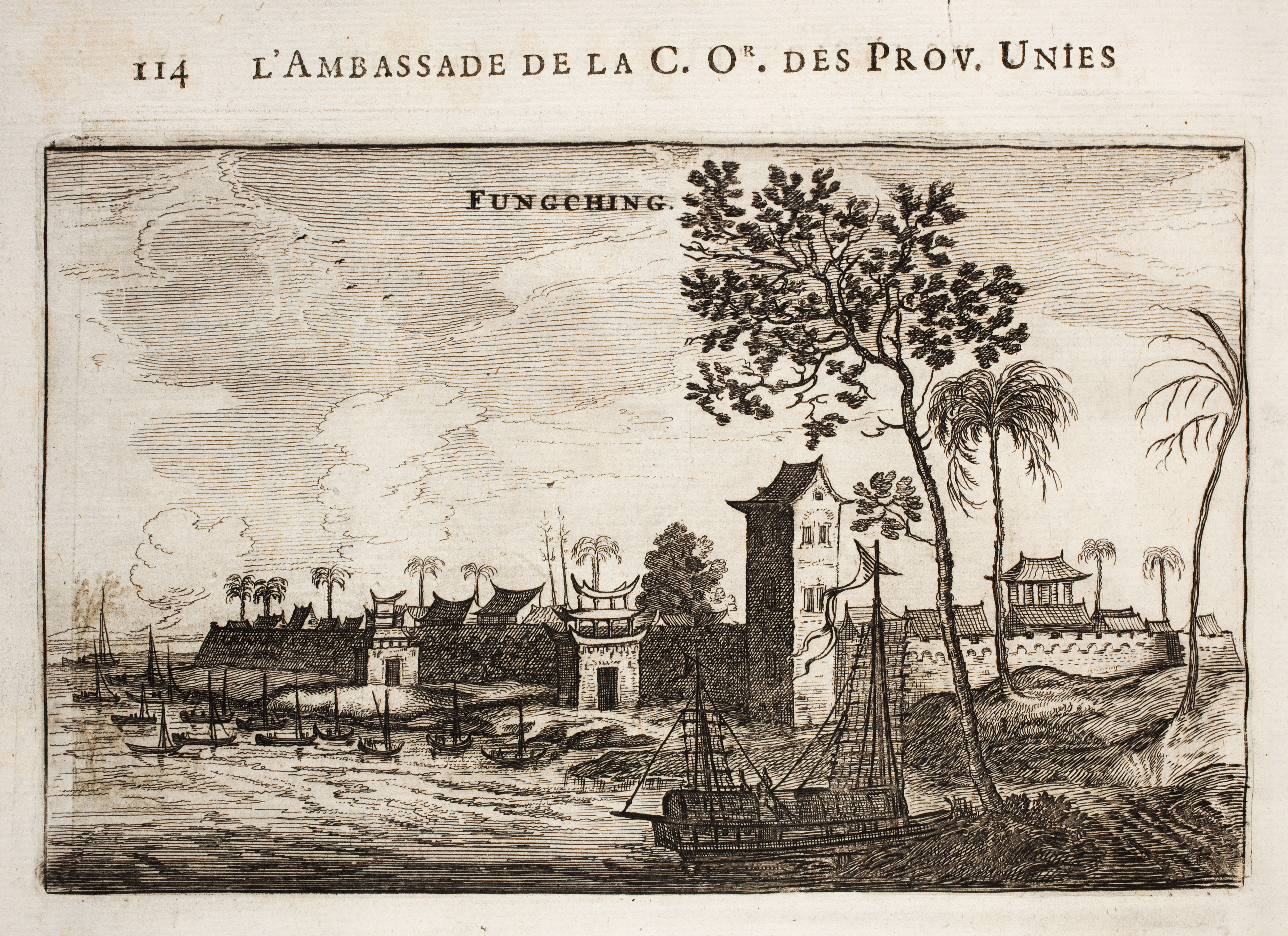
荷兰人约翰·纽霍夫在1665年所画的丰城风景图

- 东汉建安十五年（公元210年）析南昌县南境置富城县。富城，以县建富水西而得名，隶属：豫章郡。
- 晋太康六年（公元280年）改称丰城县。移治丰水西岸荣塘圩（今荣塘镇），县名：丰城，丰之得名自此始，隶属：豫章郡。
- 梁大同二年（536年）析县东境置广丰、新安二县。
- 隋初，废新安入广丰县。开皇九年（589年）并丰城入广丰县，初隶属：抚州，后属：洪州，县治于石滩故县（今石滩镇故县村）；仁寿二年（602年），避杨广讳，复名丰城。
- 隋大业十二年（602），林士宏陷豫章，县治废，凡六年。唐武德五年（622），复置丰城县，隶属：洪州。
- 唐高宗永徽二年（651），移丰城县治于赣水东曲豆镇（今剑光街道），今治所自始，县名：丰城，隶属：洪州。
- 唐天佑二年（905年），梁王朱温因其父名诚，改丰城为吴皋。后唐同光元年（923年），复改吴皋为丰城，隶属：洪州。
- 元至元二十三年（1286年）以丰城户满五万，升丰城为富州，隶属：隆兴路。
- 明洪武九年（1376年），改富州为丰城县，隶属：南昌府。
- 清宣统三年（1911年），丰城县属豫章道。

###### 民国时期
- 1914年划全省为四道，县名：丰城，隶属：豫章道。
- 1926年道废，直隶江西省，县名：丰城。
- 1932年划全省为十三行政区，县名：丰城，隶属：第一行政区。
- 1935年缩改全省为八行政区，县名：丰城，隶属：第二行政区。
- 1939年增行政区为十一区。
- 1942年改划全省为九行政区，县名：丰城，隶属：第一行政区。
- 1946年，第一行政区专员公署设于丰城。

###### 中华人民共和国时期
- 1949年5月21日隶属南昌专区，当时丰城下设4个区42个乡，1950年划为12个区180个乡。
- 1958年，专署驻地由南昌市移宜春镇，县名：丰城，隶属：宜春专区。
- 1968年，改专区为地区，县名：丰城，隶属：宜春地区。
- 1988年10月4日经国务院批准撤销丰城县，设立丰城市[2]。同年12月26日，举行“县改市”挂牌仪式，政府驻地剑光镇，1992年10月剑光撤镇改街道。
- 2000年8月，宜春地区改为宜春市，丰城市隶属宜春市。
- 2000年8月16日，发生丰城事件。
- 2016年11月24日，丰城市丰城电厂3期在建项目冷却塔施工平桥吊倒塌，造成73死2伤。

史传晋永平年间，丰城县治（今荣塘）出现“紫气冲牛斗星”，县令雷焕下令挖掘狱基，得到龙泉、太阿宝剑。故丰城别名“剑邑”、“剑城”。
唐代文学家王勃《滕王阁序》中“物华天宝，龙光射斗牛之墟；人杰地灵，徐孺下陈蕃之榻”的诗句便取自此传说。

## 行政区划
丰城市下辖6个街道办事处、20个镇、7个乡：
剑光街道、河洲街道、剑南街道、孙渡街道、尚庄街道、龙津洲街道、白土镇、袁渡镇、张巷镇、杜市镇、淘沙镇、秀市镇、洛市镇、铁路镇、丽村镇、董家镇、隍城镇、小港镇、石滩镇、桥东镇、荣塘镇、拖船镇、泉港镇、梅林镇、曲江镇、上塘镇、筱塘乡、段潭乡、蕉坑乡、石江乡、荷湖乡、湖塘乡、同田乡和丰城高新技术产业开发区。

### 县治变迁
东汉建安十五年（210），建富城县，以县建富水西而得名。县治位置大约在今丰城市南侧，大概在富水附近。
晋太康六年（公元280年）改称丰城县，移治丰水西岸荣塘圩（今荣塘镇）。
隋初，县治于石滩故县（今石滩镇故县村）。
唐高宗永徽二年（651），移丰城县治于赣水东曲豆镇（今剑光街道），今治所自始。
2000年后以河洲街道南侧和孙渡街道北侧地区开发丰城市的新城区，丰城市政府从剑光街道搬迁至河洲街道府前路288号。

## 地理
丰城市位于北纬27度42分-28度26分，东经115度25分-116度26分之间，南北长为70.5公里，东西宽为74公里，市域面积2845平方公里。东界抚州临川区、进贤县、南临崇仁县、乐安县、新干县，西接樟树市、高安市，北连新建县、南昌县。年平均气温15.3至17.7℃，日最高气温大于或等于35摄氏度的日数每年平均为27.9天，日最低气温少于或等于0度的日数每年平均为23.4天。全年日照平均时数1935.7小时。年平均降水量1552.1毫米，年平均降水日数154天，年平均空气相对湿度81％。无霜期274天。

## 人口
2021年末，丰城市户籍人口146.96万人，其中男性人口78.57万人，60岁及以上人口23.62万人。

## 交通
- 铁路：沪昆铁路、京九铁路、昌吉赣客运专线
- 公路： 105国道、 238国道、 昌樟高速公路（赣粤高速公路和沪瑞高速公路的共用段）、 沪昆高速。

## 名胜古迹
- 白马寨古村
- 厚板塘古村
- 丰城洪州窑
- 罗山
- 玉华山
- 金华山
- 株山
- 药湖国家湿地公园
- 董家镇静住寺
- 江西省历史文化名村：张巷镇白马寨村、筱塘乡厚板塘村

## 名优特产
- 冻米糖：中国地理标志产品。据传已有两百多年历史。每年中秋后，农村各户人家把糯米饭晾干，炒成爆花米后用米糖拌粘，再将其切成块块，供客人解茶。此糕点名为“炒米糖”或“米花糖块”。较讲究的做法，则是用上等糯米饭制成冻米“干饭”，之后以清茶油煎泡“干饭”，使其为成爆花米，然后用饴糖粘结，冷却后，用薄刀切成小块，前后共20个工序，俗称“小切”。
- 丰城富硒大米：中国地理标志产品。
- 田螺酱：选用上等的野生田螺肉，采用传统的晒酱、熬酱技术， 经现代工艺秘制而成。香辣鲜美，风味独特。
- 霉豆腐
- 萝卜干